# 빌 먼로

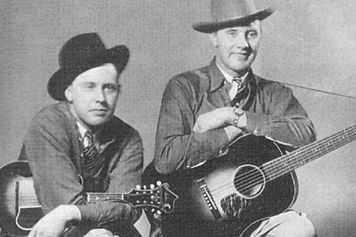
1936년경 빌 먼로와 찰리 먼로

윌리엄 스미스 먼로(William Smith Monroe, 1911년 9월 13일 ~ 1996년 9월 9일)는 미국의 만돌리니스트, 가수, 작곡가다. 블루그래스로 세칭되는 음악 양식의 개발에 일조했다. 써 "블루그래스의 아버지(Father of Bluegrass)"로도 불리게 됐다. 장르명조차가 그의 밴드 블루 그래스 보이스(Blue Grass Boys)를 취한 것이다. 이 회명은 또 먼로의 태생지 켄터키주에서 유래된 것이다. 69년간 가수, 연주자, 작곡가, 밴드리더로서 활동했다.